# Primorszkij-hegység
A Primorszkij-hegység (am. Tengermelléki-hegység, oroszul Приморский хребет [Primorszkij hrebet]) hegység Oroszországban, a Szibéria déli hegyvidékeihez tartozó Bajkálmelléken. A Bajkál-tó nyugati partvidékén fekszik. Közigazgatásilag az Irkutszki terület része.

## Földrajz

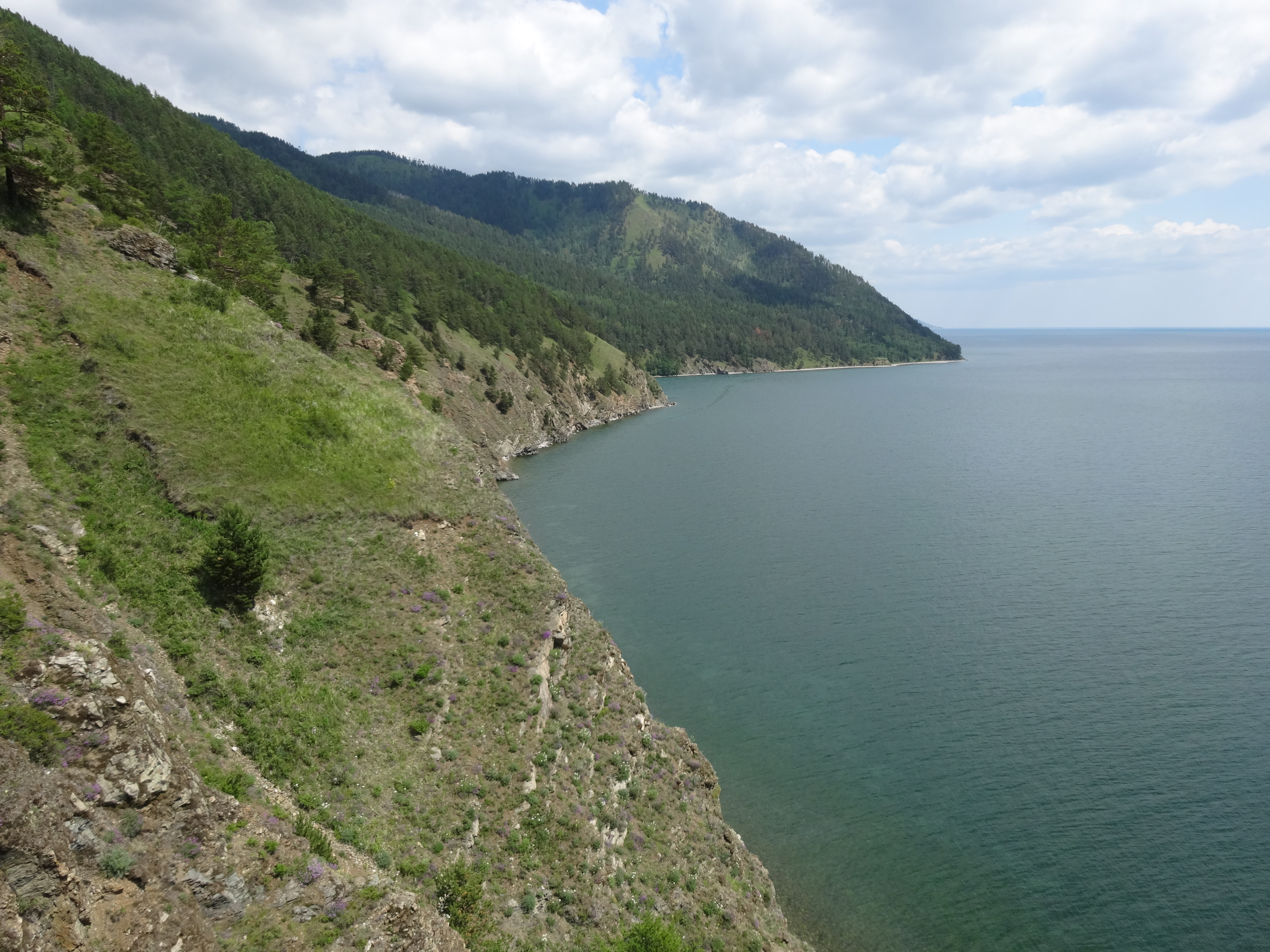
A Bajkál-tó meredek partvonala a Pribajkalszkij Nemzeti Parkban

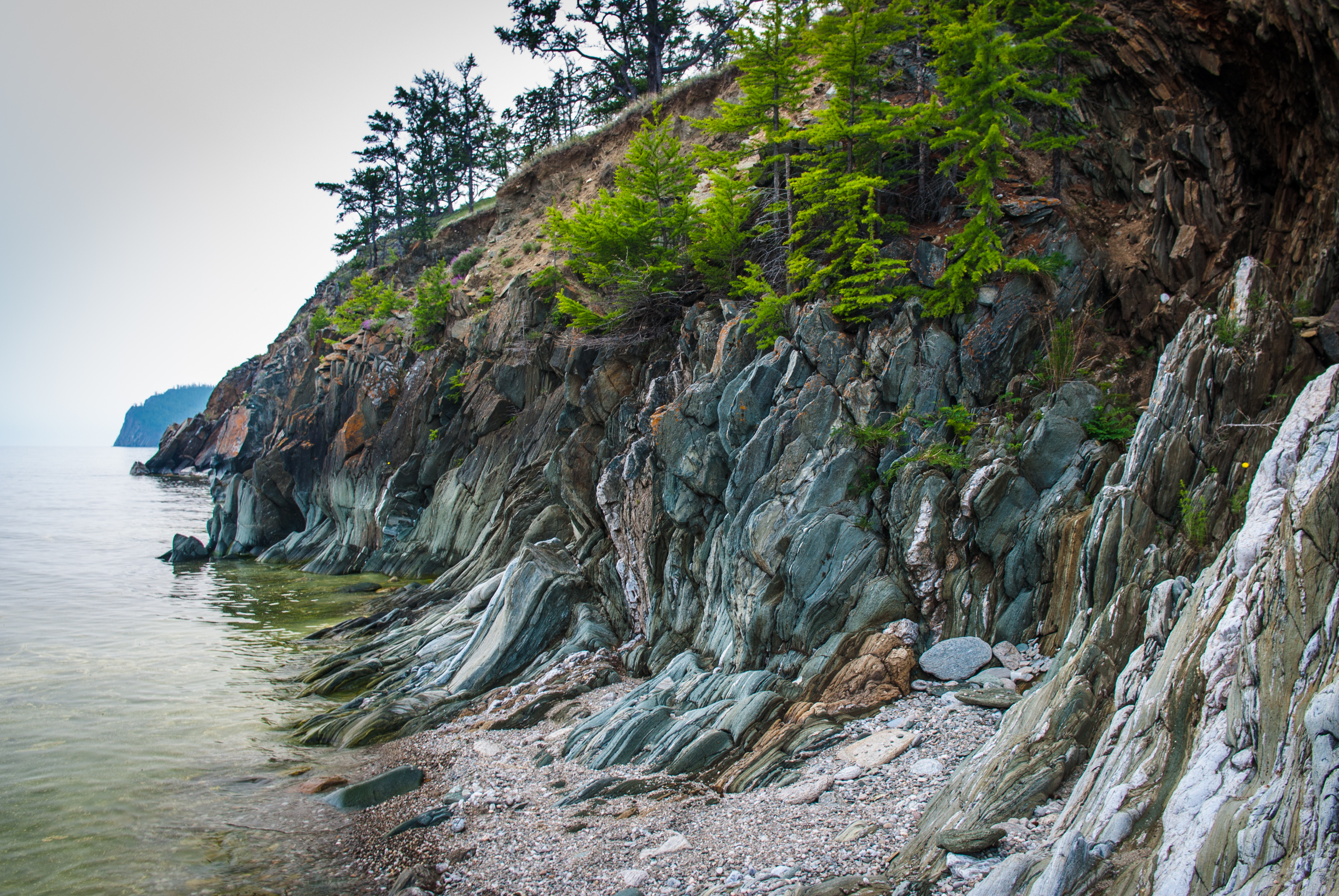
Partszakasz, Pribajkalszkij Nemzeti Park

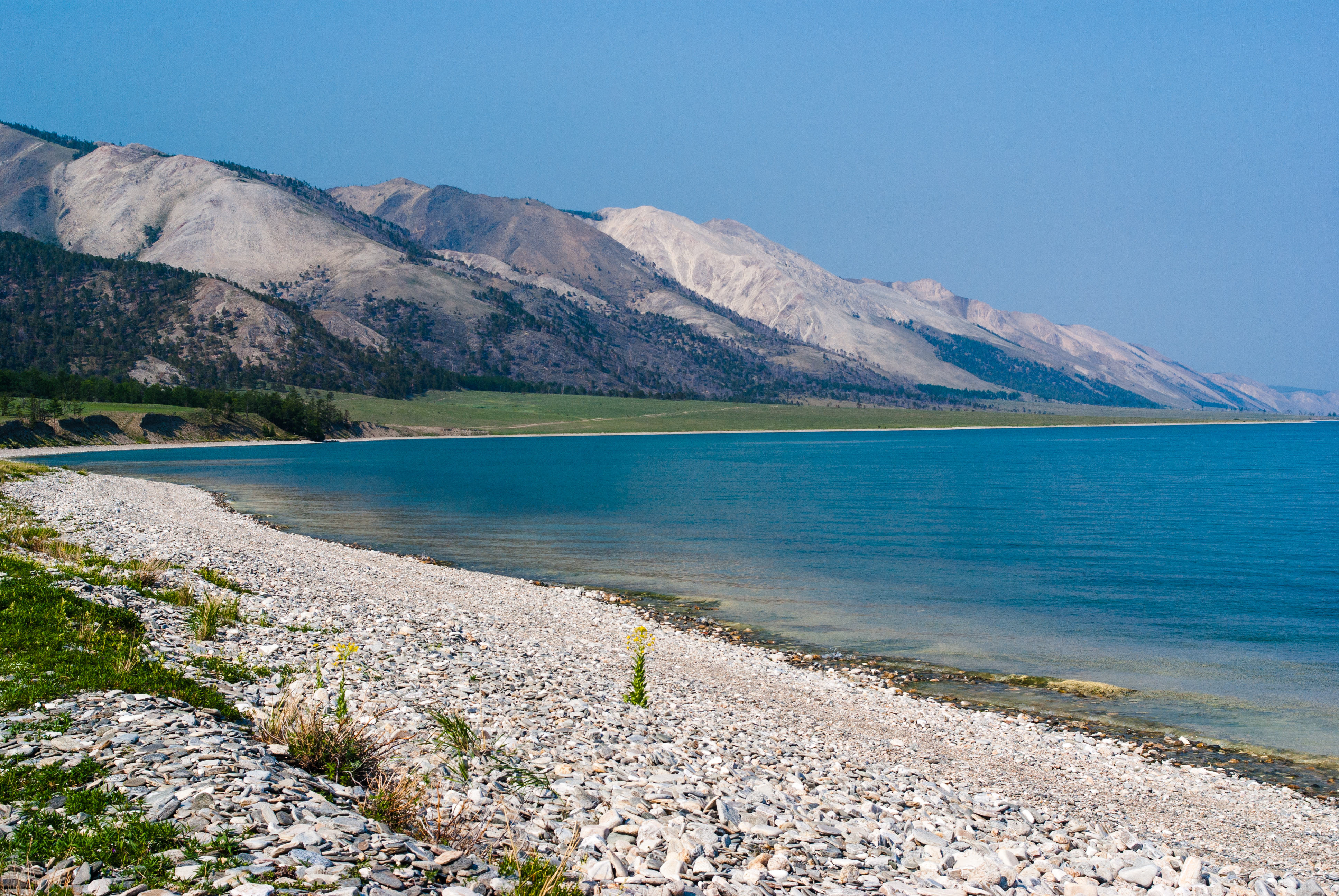
A nemzeti parkhoz tartozó tópart

A délnyugat-északkeleti irányban, 636 km hosszú ívben elnyúló Bajkál-tó medencéjét minden oldalról hegyek keretezik. A nyugati, északnyugati partot szegélyező hegylánc két részből áll: nyugati, alacsonyabb része a Primorszkij-hegység (vagy Primorszkij-hegyvonulat), északkelet felé folytatódó, jóval magasabb része a Bajkál-hegység.
A Primorszkij-hegység a tó nyugati, északnyugati partja mentén, nagyjából az Angara völgyétől kb. 280 km hosszú, keskeny sávban húzódik északkelet felé. Néhol alig 300–500 m-re emelkedik a tó vízszintje fölé. Északkelet felé egyre magasabb, de ott is csak néhány helyen nyúlik az erdőhatár fölé. Legmagasabb pontja a Trjohgolovij Golec (1746 m). Nyugati oldala fokozatosan lejt, keleten meredek hegyoldalak néznek a Bajkál vizére. A hegytetők és a vízválasztók többnyire laposak. 
Főként proterozoikumi mészkő, homokkő, gránit, gneisz építi fel. Az alacsonyabb lejtőkön sztyepp növényzet tenyészik, magasabb hegyoldalait luc-, cirbolya- és vörösfenyőből álló tajga borítja. A legmagasabb tetőket hegyi tundra fedi.

## Természetvédelem
A tó északnyugati partjának keskeny sávján kb. 470 km hosszan elnyúló Pribajkalszkij (bajkálmelléki) Nemzeti Parkot 1986-ban hozták létre. 1996-ban a Bajkál-tó természeti helyszín részeként fölvették az UNESCO világörökségi listájára. 
417 297 hektárnyi területe a Primorszkij-hegység keleti lejtőire és az Olhon-szigetre is kiterjed. A Bajkál vidékére utazó turisták zömét ez a nemzeti park fogadja. 